# Pterocarpus santalinus
Pterocarpus santalinus är en ärtväxtart som beskrevs av Carl von Linné d.y.. Pterocarpus santalinus ingår i släktet Pterocarpus och familjen ärtväxter. IUCN kategoriserar arten globalt som starkt hotad. Inga underarter finns listade i Catalogue of Life.

## Bildgalleri

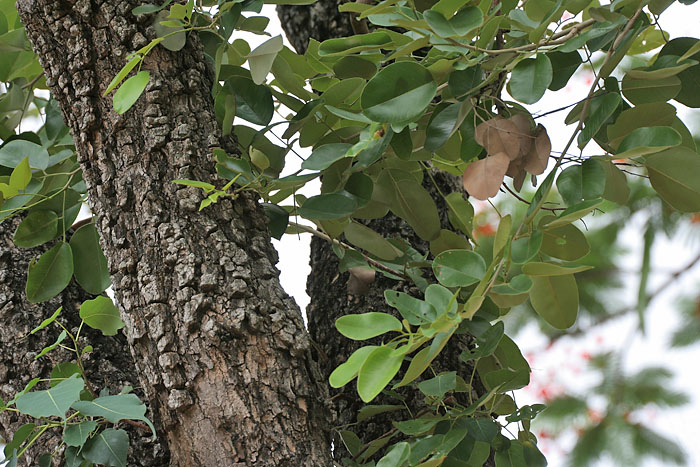
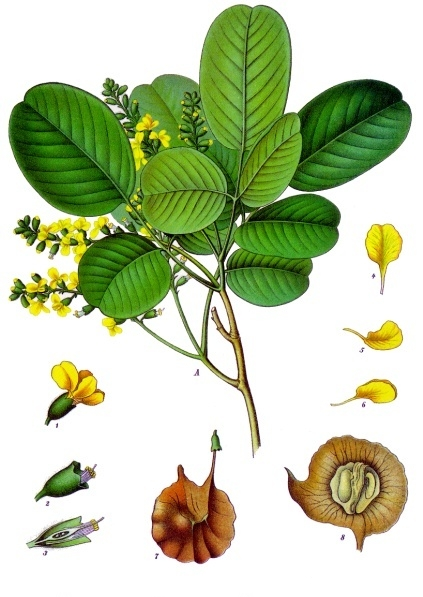
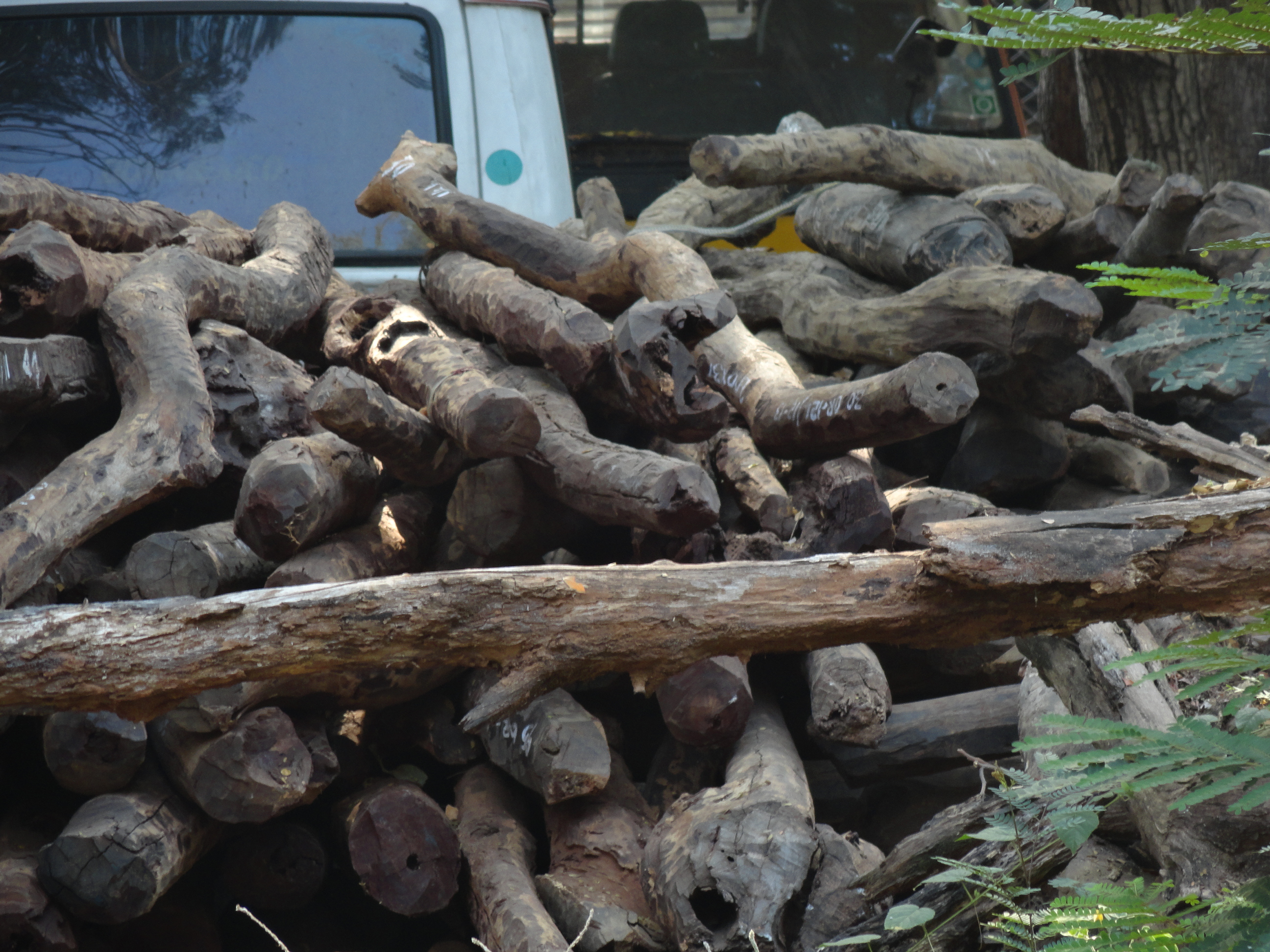
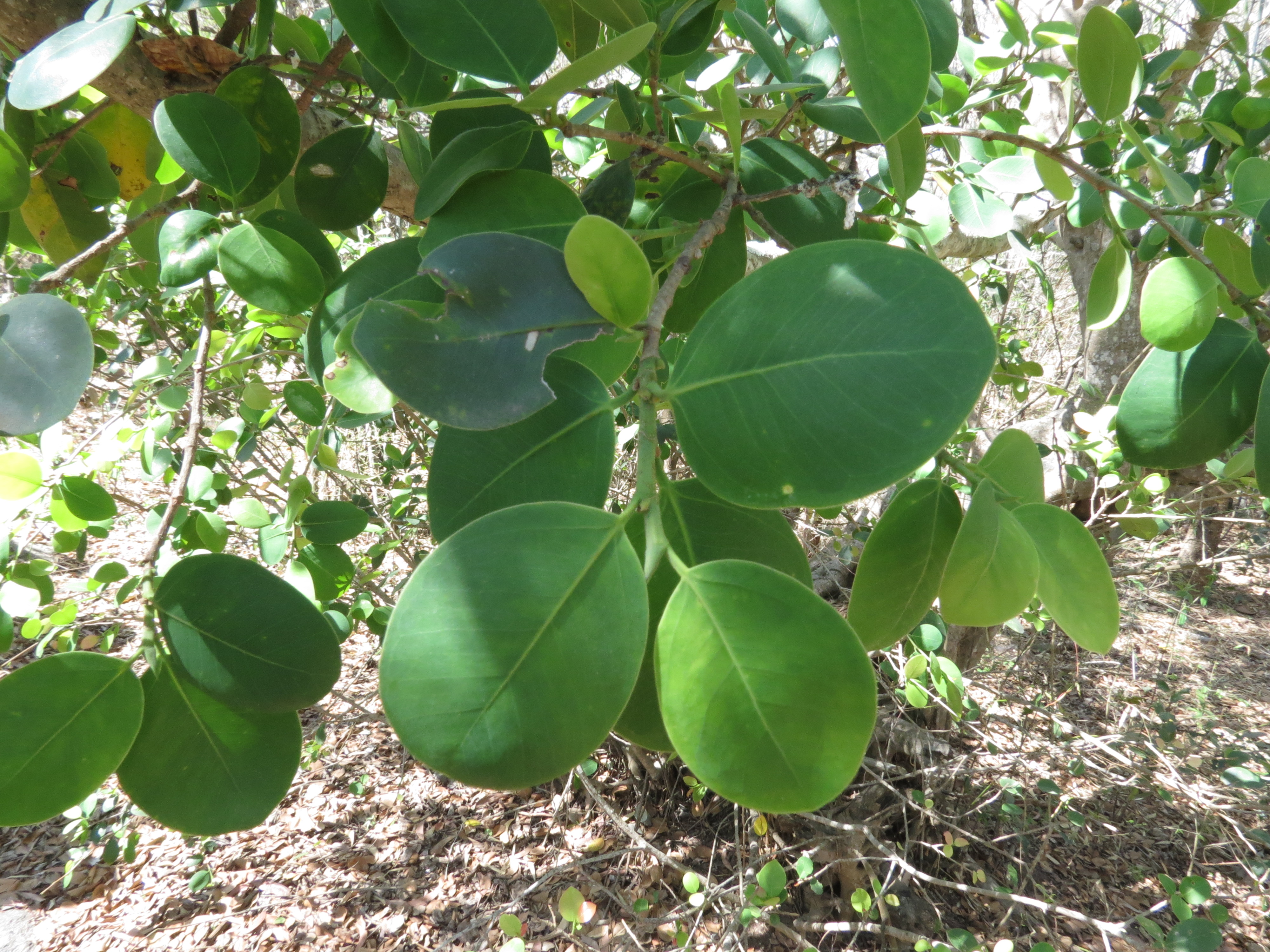
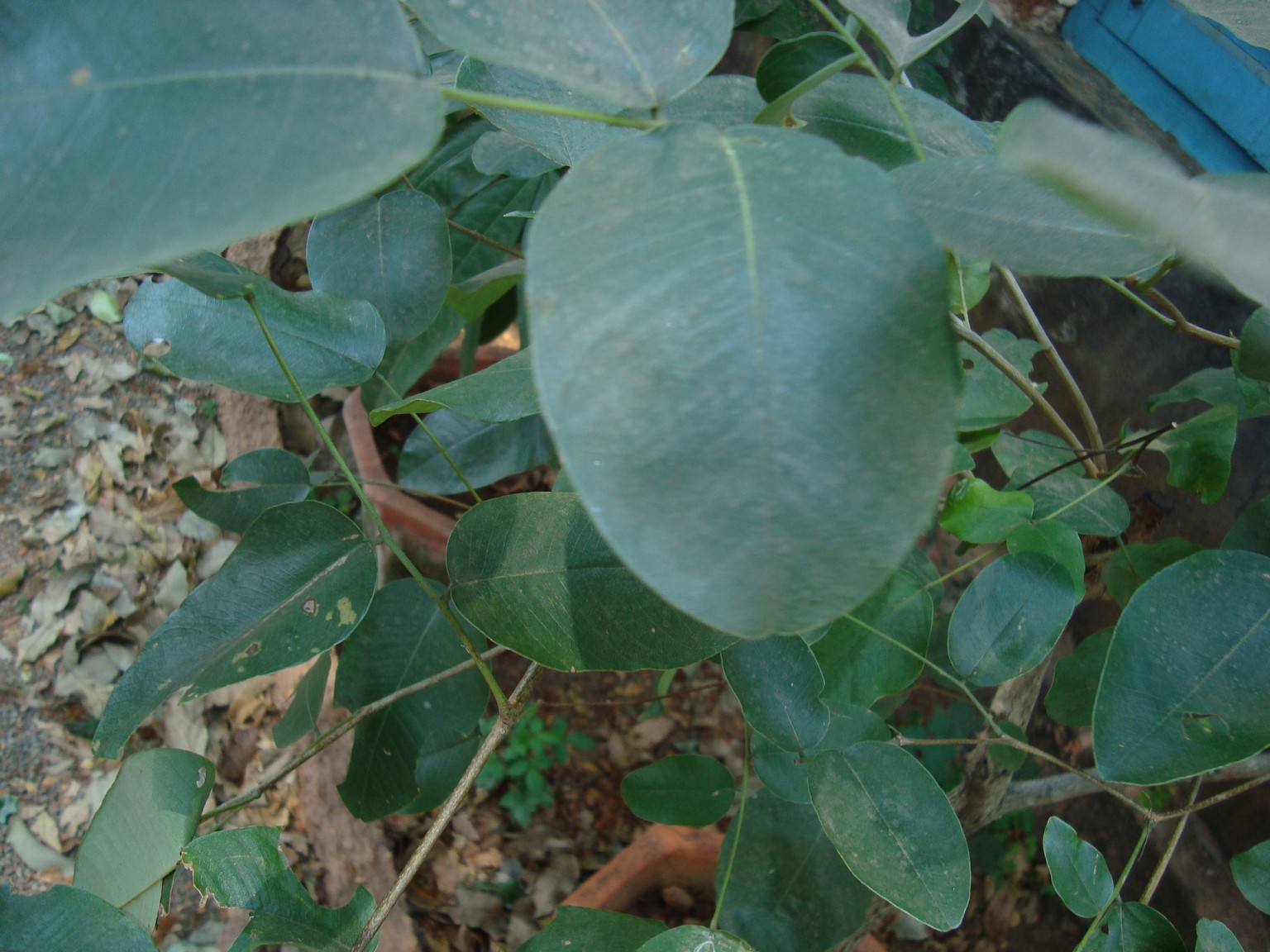
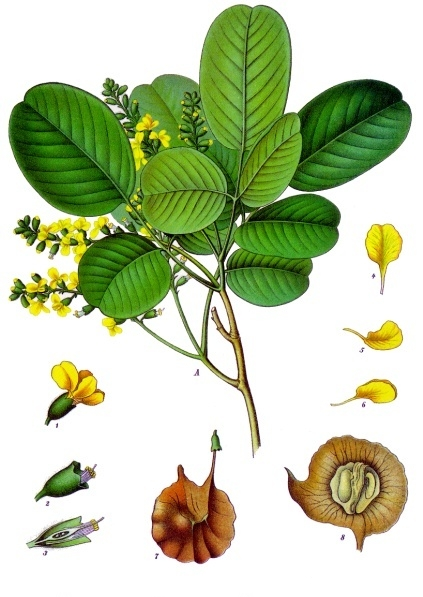